# Carolyn Hennesy
Carolyn Lee Hennesy (ur. 10 czerwca 1962 w Encino) – amerykańska aktorka, pisarka i działaczka na rzecz praw zwierząt. Zyskała szerszą rozpoznawalność po roli w serialu Jezioro marzeń w sezonie 2000-2001. Otrzymała dwie nominacje do nagrody Daytime Emmy za rolę Diane Miller w operze mydlanej Szpital miejski. Grała w serialach Cougar Town, Zemsta i Jessie.

## Życiorys
Carolyn Lee Hennesy urodziła się 10 czerwca 1962 roku w Encino w Kalifornii. Jest córką scenografa i dyrektora artystycznego Dale’a Hennesy’ego, który zdobył nagrodę Oscara za najlepszą scenografię za film Fantastyczna podróż z 1966 roku.

## Kariera
Hennesy wystąpiła jako Mrs. Valentine w serialu Jezioro marzeń w sezonie 2000–2001, a także drugoplanowo w filmach Global Effect (2002), Terminator 3: Bunt maszyn (2003), Legalna blondynka 2 (2003), Klik: I robisz, co chcesz (2006), The Heat Chamber (2003) i Klub Dzikich Kotek (2007). Wystąpiła trzy razy w serialu Różowe lata siedemdziesiąte oraz gościnnie w odcinku serialu Reba i odcinku serialu Drake i Josh. Pojawiła się również jako Judith Haven w jednym z odcinków serialu Siostrzyczki. Zagrała rolę Rosalyn Harris w piątym sezonie serialu HBO Czysta krew. W 2016 roku wystąpiła w produkcji Netflix Kochane kłopoty: Rok z życia.
Od 2006 roku gra Diane Miller w operze mydlanej Szpital miejski i za tę rolę była nominowana do nagrody Daytime Emmy w 2010 roku. Napisała powieść The Secret Life of Damian Spinelli (2011), w której występują postacie z serialu Szpital miejski. W październiku 2011 pojawiła się w serialu Jessie. Wystąpiła także gościnnie w serialu Mega przygody Bucketa i Skinnera.
Hennesy jest autorką serii książek dla dzieci. Pierwsza, zatytułowana Pandora Gets Jealous, została wydana w styczniu 2008 roku. Następne to: Pandora Gets Vain (2008), Pandora Gets Lazy (2009), Pandora Gets Heart (2010), Pandora Gets Angry (2011), Pandora Gets Greedy (2012), Pandora Gets Frightened (2013).
W 2016 roku Hennesy pojawiła się w serialu The Bay jako Karen Blackwell.

## Życie prywatne
Mieszka w Los Angeles. W 2007 roku poślubiła Donalda Agnelli. Rozwiedli się w 2013 roku.